# Айверсон, Аллен
А́ллен Изэйл А́йверсон (англ. Allen Ezail Iverson; 7 июня 1975, Хамптон, штат Виргиния) — американский баскетболист, выступавший за команды Национальной баскетбольной ассоциации «Филадельфия Севенти Сиксерс», «Денвер Наггетс», «Детройт Пистонс» и «Мемфис Гриззлис», а также турецкий клуб «Бешикташ». Играл на позициях разыгрывающего и атакующего защитника. При небольшом для баскетболиста росте (183 см) Айверсон добился значительных успехов, он четыре раза становился лучшим по результативности игроком сезона НБА, 11 раз выбирался для участия в Матче всех звёзд НБА (участвовал 9 раз), был удостоен звания самого ценного игрока сезона 2000/2001. Айверсон выступал за баскетбольную сборную США, в составе которой стал чемпионом Америки в 2003 году и бронзовым призёром Олимпийских игр 2004 года. Член Зала славы баскетбола с 2016 года.

## Ранние годы
Когда Айверсон родился, его матери Энн было 15 лет. Его биологический отец, Аллен Бротон, также тинейджер, в воспитании сына участия не принимал. Вскоре после рождения Айверсона его мать сошлась с работником норфолкской судоверфи Майклом Фрименом, у них родились две дочери Брэнди и Айиша.
В школе Аллен Айверсон увлекся американским футболом и мечтал о карьере профессионального игрока. Айверсон играл на позиции квотербека, его кумиром был Уолтер Пэйтон — звезда команды «Чикаго Бэарз» конца 1970-х — начала 1980-х годов. Среди сверстников он выделялся скоростью, хорошим пониманием игры и отличным пасом. Когда Айверсону было девять лет, мать купила ему кроссовки марки Air Jordan и записала в баскетбольный лагерь. Поначалу баскетбол Айверсону не понравился, он предпочитал более контактный американский футбол, но, проведя время в лагере вместе с друзьями по футбольной команде, он увлёкся новой игрой.
В 1990 году отчим Айверсона был арестован за торговлю наркотиками и сел в тюрьму, его мать после рождения второй дочери имела проблемы со здоровьем, а поскольку она не имела медицинской страховки, на её лечение уходили почти все деньги семьи. Айверсон в то время только пошёл в старшую школу, в 15 лет был лучшим спортсменом школы Бетел в Хамптоне. Иногда он играл в баскетбол на деньги, чтобы заработать хотя бы на еду. Через год семья была выселена из квартиры за долги, мать переехала с дочерьми на другой конец города, а Айверсон, чтобы остаться в школе, стал жить у друга семьи, Гэри Мура, который ранее учил его играть в футбол. Трудные жизненные условия сделали Айверсона более целеустремлённым — он поставил перед собой задачу добиться спортивной стипендии, поступить в колледж, чтобы через год уйти в НФЛ и обеспечивать семью.
В 1991 и 1992 годах Айверсон был признан лучшим квотербеком Виргинии среди школьников, в 1992 году он привёл старшую школу Бетел к титулу чемпиона штата. В финальной игре чемпионата он набрал 200 ярдов на передачах и перехватил две передачи противника. Хотя баскетбол всё ещё был для Айверсона на втором месте, его успехи в игре открыли для него новые перспективы. Селекционеры из разных университетов стали обращать внимание на невысокого (183 см) игрока, который уже на второй год обучения в старшей школе, играя на позиции разыгрывающего, побил рекорд штата, набрав 948 очков за сезон. 13 февраля 2003 года его третий номер был навсегда закреплён за ним в школьной баскетбольной команде во время церемонии чествования победителей чемпионата штата 1993 года.
В феврале 1993 года Айверсон в День святого Валентина с друзьями (все афроамериканцы) столкнулись с компанией белых молодых людей в боулинг-клубе. Между ними произошла драка, после которой полиция арестовала трёх человек из компании Айверсона, а также его самого. Они обвинялись в групповом нападении и нанесении увечий. Айверсон свою вину отрицал и утверждал, что покинул место происшествия до начала драки, однако несколько свидетелей указали на него как на зачинщика. В июле 1993 года суд признал Айверсона виновным и приговорил его к пяти годам тюремного заключения в тюрьме Ньюпорт-Ньюс. В декабре того же года губернатор Виргинии, Дуглас Уайлдер, помиловал Айверсона, а в 1995 году апелляционный суд Виргинии закрыл дело и снял с него судимость за недостаточностью улик.
Выйдя из тюрьмы в середине своего последнего года в старшей школе, Айверсон не стал возвращаться в школу Бетел, а стал заниматься в специальной школе для отстающих, чтобы подготовиться к выпускным экзаменам. Весной 1994 года Айверсону по просьбе его матери предложил спортивную стипендию Джон Томпсон, главный тренер баскетбольной команды Джорджтаунского университета.

## Джорджтаунский университет
Прибыв в кампус Джорджтаунского университета, Айверсон сразу поразил партнёров и тренера баскетбольной команды своим мастерством, хотя и провёл значительный период времени без серьёзных баскетбольных тренировок. Джон Томпсон поначалу решил сделать Айверсона «шестым номером» своей команды, но он в первой же игре доказал тренеру, что достоин места в стартовой пятёрке. Однако игра Айверсона была далека от идеала — в атаке он слишком увлекался индивидуальной игрой, забывая о партнёрах, единолично пытался завершать атаки команды, не всегда успешно, а если всё-таки отдавал передачи, то они оказывались неудобными для партнёров. В итоге команда, страдая от недостатка взаимопонимания между игроками, показывала нестабильную игру.
В то же время агрессивность Айверсона положительно сказывалась на его игре, помогая цепко держать защитников соперника. В результате после первого сезона в NCAA он был удостоен званий лучшего новичка и лучшего оборонительного игрока конференции Биг-Ист. Айверсон был одним из трёх лучших игроков конференции, наряду с Рэем Алленом из Коннектикута и Керри Киттлсом из Виллановы.
В сезоне 1995/1996 Айверсон вновь великолепно играл в защите, успешно действовал на перехватах и подборах, также улучшил свою статистику по очкам и передачам. Команда Джорджтаунского университета во многом благодаря вкладу Айверсона уверенно выиграла регулярный чемпионат конференции и вышла в финальный турнир NCAA, в котором дошла до 1/8 финала, где уступили команде Университета Массачусетса, главной звездой которой был Маркус Кэмби. По итогам сезона он вновь был признан лучшим оборонительным игроком конференции, а также был включён в первую символическую сборную студенческого чемпионата.
После двух сезонов, проведённых в Джорджтаунском университете, Айверсон выставил свою кандидатуру на драфт НБА. В студенческой лиге он за два года сыграл 67 игр, в которых в среднем набирал 23 очка, делал 4,6 передачи и 3,2 перехвата. Установил девять рекордов баскетбольной команды университета, третий номер был выведен из обращения и навсегда закреплён за ним.

## Карьера в НБА

### «Филадельфия-76» (1996—2006)
26 июня 1996 года Айверсон был выбран под первым номером на драфте НБА клубом «Филадельфия Севенти Сиксерс», став самым низкорослым игроком, выбранным под первым номером драфта НБА. Состав клуба в то время был довольно слабым: помимо Айверсона выделялись лишь защитник Джерри Стэкхауз, Деррик Коулмэн и Кларенс Уизерспун. В этой команде Айверсон сразу же стал ключевым игроком, он вскоре прослыл самым быстрым игроком НБА, с его скоростным дриблингом не могла справиться ни одна защита. В сезоне 1996/1997 Айверсон демонстрировал впечатляющую результативность (23,5 очка в среднем за игру), регулярно снабжал партнёров передачами (7,5 в среднем за игру) и по итогам дебютного сезона был признан лучшим новичком года. Игра новичка стала единственным светлым пятном для команды, неудачно выступившей в регулярном сезоне (22 победы при 60 поражениях). Для болельщиков Филадельфии Айверсон сразу стал кумиром, но за пределами команды отношение к нему было иное. Многим не нравилось, что молодой игрок высокомерно ведёт себя на публике, нелестно отзывается о соперниках и ветеранах НБА. Майкл Джордан порекомендовал Айверсону вести себя более уважительно, на что тот ответил, что он никого не уважает. Перед матчем новичков НБА, в котором принимал участие Айверсон, зрители освистали его.
После выдающегося дебютного сезона в НБА у Айверсона вновь начались проблемы с законом. 3 августа 1997 года полиция Ричмонда остановила за превышение скорости автомобиль, в котором находились Айверсон и два его друга, при осмотре полицейские обнаружили у Айверсона незарегистрированный пистолет и две сигареты с марихуаной. Вся компания была арестована и предстала перед судом. Айверсон избежал тюремного заключения, однако суд обязал его ежемесячно в течение двух лет проходить тест на наркотики и назначил ему 100 часов общественных работ. Руководство НБА, известной своей жёсткой политикой в отношении наркотиков, дисквалифицировало его на один матч.
Летом 1997 года на посту главного тренера «Филадельфии» Джонни Дэвиса, с которым команда провалила два предыдущих сезона, сменил ветеран тренерского цеха Ларри Браун. Помимо изменений в руководстве команды у «Филадельфии» также существенно изменился состав: в команде появились Тим Томас, Тео Рэтлифф, Джо Смит, Арон Макки и Эрик Сноу, ушли Стэкхаус и Уизерспун. Браун сразу взялся за воспитание Айверсона, который часто играл только на себя, не замечая партнёров. Соперники в свою очередь нашли средство против скоростных проходов Айверсона под кольцо — ему давали больше пространства на периметре, откуда он бросал весьма слабо, попадая с менее 30 % трёхочковых. В сезоне 1997/1998 «Севенти Сиксерс» вновь выступили неудачно, выиграв лишь 31 игру из 82 и вновь не попав в плей-офф.
В затянувшемся из-за локаута межсезонье 1998 года Айверсон усиленно работал над своими дальними бросками. В январе 1999 года подписал с «Филадельфией» новый шестилетний контракт на сумму 70 миллионов долларов. Браун продолжил начатый в предыдущем сезоне курс по изменению состава «Филадельфии» и перевёл на позицию разыгрывающего защитника Эрика Сноу. Айверсон же стал играть на позиции атакующего защитника, таким образом ему противостояли более габаритные и менее проворные игроки, против которых его фирменные скоростные проходы действовали идеально. В укороченном сезоне, начавшемся только в феврале 1999 года, Айверсон в среднем за игру набирал 26,8 очков, впервые став лучшим по результативности игроком НБА и попав в первую сборную звёзд НБА. «Филадельфия» в том сезоне попала в плей-офф, выиграв 28 игр при 22 поражениях, в первом раунде были обыграны баскетболисты «Орландо Мэджик», но во втором сильнее оказалась «Индиана».
В сезоне 1999/2000 «Филадельфия» уже была крепким коллективом с мощным составом. Пришедший из «Чикаго Буллз» трёхкратный чемпион НБА Тони Кукоч принёс в команду ценный опыт побед. Айверсону больше не требовалось атаковать практически в одиночку, чтобы добыть для команды победу. Хотя концовка сезона не удалась Аллену из-за травмы пальца, он вновь показал весьма высокую результативность — 28,4 очков в среднем за игру, второй результат в лиге после Шакила О’Нила. В феврале он впервые был выбран для участия в Матче всех звёзд НБА, а по итогам сезона был включён во вторую сборную звёзд. В первом раунде плей-офф «Филадельфия» обыграла «Шарлотт Хорнетс», но во втором раунде вновь непреодолимым препятствием стала «Индиана», победившая со счётом 4-2.
В середине сезона 2000/2001 в «Филадельфию» перебрался центровой Дикембе Мутомбо. Вместе с Алленом Айверсоном они составили сбалансированный дуэт, который довел команду до финала, где в серии игр она уступила Лос-Анджелес Лейкерс 4-1. Тем не менее, Айверсон был признан MVP сезона. Он же стал лучшим по набранным в сезоне очкам.

### «Денвер Наггетс» (2006—2008)
19 декабря 2006 года Айверсон был обменян в «Денвер Наггетс» вместе с Айваном Макфарлином на Андре Миллера, Джо Смита и право выбора двух игроков в первом раунде драфта 2007 года. На время обмена, Айверсон был вторым бомбардиром ассоциации, тогда как новый товарищ по команде Кармело Энтони возглавлял список снайперов лиги. 23 декабря 2006 года Айверсон дебютировал за «Денвер». В проигранном матче против «Сакраменто Кингз» он набрал 22 очка и 10 передач. В первый же год, Айверсон помог «Наггетс» выйти в плей-офф. В первом раунде они выиграли первую игру, но затем проиграли оставшиеся четыре «Сан-Антонио Спёрс».

### «Детройт»
3 ноября 2008 года Айверсон был обменян в «Детройт Пистонс» на Чонси Биллапса, Антонио Макдайесса и Шейха Самба. В «Детройте» Айверсон не заиграл, так как тренер не предоставлял ему той свободы в атакующих действиях, какая у него была в «Филадельфии» и «Денвере», также вместо более привычной роли атакующего защитника он стал играть на позиции разыгрывающего защитника. В концовке сезона тренер Майкл Карри убрал Айверсона из стартовой пятёрки, предоставив шанс молодому Родни Стаки, на что Айверсон публично заявил, что он скорее завершит карьеру, чем будет сидеть в запасе. Позже было объявлено, что в матчах серии плей-офф Айверсон не будет принимать участия из-за травмы. В результате летом 2009 года Айверсон покинул «Детройт», став свободным агентом.

### «Мемфис»
10 сентября 2009 года Айверсон подписал годичный контракт с клубом «Мемфис Гриззлис». Но проведя три игры в роли запасного, он 7 ноября покинул команду по «личным причинам», а 16 ноября достиг с руководством клуба договорённости о расторжении контракта. После этого руководство клуба «Нью-Йорк Никс» выразило свою заинтересованность в услугах ветерана, но позже отказалось от подписания с ним контракта. 25 ноября 2009 года Айверсон, не найдя себе новый клуб, объявил, что собирается завершить карьеру игрока.

### Возвращение в «Филадельфию»
В конце ноября появилась информация, что руководство «Филадельфии», первого клуба в карьере Айверсона, ведёт переговоры о его возвращении в команду. 2 декабря Айверсон подписал со своим прежним клубом контракт до конца сезона 2009/2010. Его зарплата составила 1,3 млн долларов — минимум для ветеранов НБА со стажем более 10 сезонов, причём клуб выплачивает лишь половину зарплаты, вторую предоставляет лига. Его возвращение состоялось 7 декабря в матче против другой его бывшей команды, «Денвер Наггетс». Айверсон заменил в стартовой пятёрке «Филадельфии» Луиса Уильямса, в начале сезона сломавшего челюсть и выбывшего на длительный срок.
22 февраля 2010 года Айверсон покинул клуб на неопределённый срок, сославшись на необходимость проводить больше времени с заболевшей четырёхлетней дочерью Мессией. В начале февраля из-за личных проблем пропустил пять игр и Матч всех звёзд 2010 года, в котором он должен был сыграть в стартовой пятёрке за команду Восточной конференции. 2 марта представитель «Филадельфии» объявил, что в сезоне 2009/2010 Айверсон уже не вернётся на площадку. 7 марта 2010 года обозреватель газеты Philadelphia Inquirer Стивен Смит, ссылаясь на многочисленные источники в НБА, написал, что Айверсон имеет проблемы с алкоголем и азартными играми (по информации Смита баскетболисту запрещено появляться в ряде казино в Детройте и Атлантик-Сити). Также сообщалось, что жена Айверсона, Таванна, после восьми лет брака подала на развод.

## «Бешикташ»
25 октября 2010 года Айверсон подписал двухгодичный контракт с турецким клубом «Бешикташ». 29 октября на пресс-конференции в Нью-Йорке сам Айверсон так прокомментировал эту ситуацию:

«В данный момент в моей карьере очень сложный период. Понимаю, что физически и психологически готов играть в баскетбол на высоком уровне. Если я не могу выступать в НБА, это не значит, что я не могу играть вообще, поэтому я и принял приглашение „Бешикташа“. Я хочу показать всё, на что сейчас способен, и помочь своему новому клубу»— Reuters
В январе 2011 года Айверсон вернулся в США для операции на голени, после чего в составе «Бешикташа» больше не выступал.

## BIG3
В новой лиге BIG3, стартовавшей летом 2017 года, Айверсон стал тренером, игроком и капитаном команды «3’s Company».

## Характеристика
При росте 183 см Айверсон за счет отличной техники, великолепного владения мячом и ураганной скорости забивал в среднем по 26,7 очков за матч. Аллен Айверсон один из самых узнаваемых разыгрывающих (атакующих защитников) в мире. Когда Аллен только попал в НБА, то несмотря на большое давление со стороны всей общественности заявил: «Я могу обыграть любого в лиге». Все его действия были непредсказуемыми для оппонентов. Он обладал огромным количеством финтов, ложных передач, кроссоверов, проходами с угрозой броска.

## Сборная США
Летом 1995 года Айверсон в составе студенческой сборной США стал чемпионом летней Универсиады, проходившей в Японии. В сборную также попали будущие игроки НБА, Керри Киттлс, Рэй Аллен, Тим Данкан, Отелла Харрингтон и Остин Крошир. Айверсон был лучшим в составе сборной по набранным очкам (16,7), передачам (6,1) и перехватам (2,9) за игру. На турнире он помимо выдающегося уровня игры отметился дракой с одним из партнёров по сборной из-за того, что тот подшутил над ним.

## Личная жизнь
Аллен Айверсон женился на Таванне 3 августа 2001 года. У них четверо детей: дочери Тиаура и Мессия, и сыновья Аллен-младший и Айзая Расан.
Летом 2002 года между супругами Айверсонами разгорелась ссора из-за того, что Айверсон подозревал жену в супружеской измене. В результате он избил жену и выставил её голой из дома, после чего Таванна позвонила в полицию. В то же время Айверсон вместе со своим дядей Грегори отправился на поиски жены и начал с визита к её предлагаемому любовнику, его кузену Шону Боумену. Ни жены, ни кузена Айверсон в квартире не нашёл, зато там оказался сосед Боумена, Чарльз Джонс, от которого Айверсон потребовал назвать место, где скрывается его жена, угрожая при этом пистолетом. Вскоре после этого Айверсон был арестован, ему были предъявлены обвинения по 14 пунктам — от незаконного проникновения в чужое жилище до терроризма. В случае признания его виновным по всем пунктам ему грозил тюремный срок до 54 лет. Однако суд в июле 2002 года счёл показания свидетелей противоречивыми и признал Айверсона невиновным по 12 из 14 пунктам обвинения.
В конце 1990-х — начале 2000-х Айверсон серьёзно занимался музыкой и в 2000 году собирался выпустить альбом в стиле рэп под псевдонимом Jewelz. Но выход альбома Non-Fiction, позже переименованного в Misunderstood («Непонимание»), не состоялся, поскольку многие, включая комиссара НБА Дэвида Стерна, сочли тексты песен Айверсона агрессивными, оскорбительными и антисоциальными. В итоге осенью 2001 года Айверсон объявил, что больше не будет заниматься хип-хопом.
14 мая 2015 года Айверсон появился на канале CBS This Morning в поддержку документального фильма Showtime Network о его жизни, Айверсон, во время которого он прокомментировал давно обсуждаемые слухи о финансовых трудностях, отрицая любые предположения о том, что у него проблемы.
В 2021 году Айверсон и бывший игрок НБА Эл Харрингтон объявили о деловом партнерстве, в рамках которого будет запущена линейка продуктов из каннабиса под названием «Коллекция Айверсона».
Айверсон увлекается рисованием, читает журнал Sports Illustrated, его любимые города — Нью-Йорк и Филадельфия, любимая еда — лазанья, любимый актёр — Сэмюэль Л. Джексон.

## Влияние на музыку
14 августа 2015 года американский исполнитель Post Malone опубликовал песню «White Iverson», упомянув самого Айверсона в название и в тексте песни. Песня дебютировала в Billboard Hot 100 на 14-м месте. Сам Аллен отозвал о песни, когда она набрала миллиард прослушиваний в Spotify : "Поздравляю с 1 миллиардом прослушиваний на Spotify. Весь мир любит эту песню, и для меня честь быть её частью. Продолжай в том же духе, Пост." (с англ. — «Congrats on 1 billion Spotify streams. The whole world loves this song and I'm honored to be a part of it. Keep that same form, Post.»)

## Достижения
- Избирался 11 раз для участия в Матче всех звёзд НБА: 2000—2010 (в 2007 и 2010 годах участия не принимал)
- Самый ценный игрок регулярного сезона НБА: 2001
- Новичок года НБА: 1997
- Включён в первую сборную звёзд НБА: 1999, 2001, 2005
- Включён во вторую сборную звёзд НБА: 2000, 2002, 2003
- Включён в третью сборную звёзд НБА: 2006
- Включён в первую сборную новичков НБА: 1997
- Самый ценный игрок Матча всех звёзд НБА: 2001, 2005
- Лидер сезона НБА по количеству очков в среднем за игру: 1999, 2000, 2001, 2005
- Зал славы баскетбола: 2016[34].

## Статистика

### Статистика в НБА
| Сезон                                                                                    | Команда     | Регулярный сезон | Регулярный сезон | Регулярный сезон | Регулярный сезон | Регулярный сезон | Регулярный сезон | Регулярный сезон | Регулярный сезон | Регулярный сезон | Регулярный сезон | Регулярный сезон | Серия плей-офф | Серия плей-офф | Серия плей-офф | Серия плей-офф | Серия плей-офф | Серия плей-офф | Серия плей-офф | Серия плей-офф | Серия плей-офф | Серия плей-офф | Серия плей-офф |
| Сезон                                                                                    | Команда     | GP               | GS               | MPG              | FG%              | 3P%              | FT%              | RPG              | APG              | SPG              | BPG              | PPG              | GP             | GS             | MPG            | FG%            | 3P%            | FT%            | RPG            | APG            | SPG            | BPG            | PPG            |
| ---------------------------------------------------------------------------------------- | ----------- | ---------------- | ---------------- | ---------------- | ---------------- | ---------------- | ---------------- | ---------------- | ---------------- | ---------------- | ---------------- | ---------------- | -------------- | -------------- | -------------- | -------------- | -------------- | -------------- | -------------- | -------------- | -------------- | -------------- | -------------- |
| 1996/97                                                                                  | Филадельфия | 76               | 74               | 40,1             | 41,6             | 34,1             | 70,2             | 4,1              | 7,5              | 2,1              | 0,3              | 23,5             | Не участвовал  | Не участвовал  | Не участвовал  | Не участвовал  | Не участвовал  | Не участвовал  | Не участвовал  | Не участвовал  | Не участвовал  | Не участвовал  | Не участвовал  |
| 1997/98                                                                                  | Филадельфия | 80               | 80               | 39,4             | 46,1             | 29,8             | 72,9             | 3,7              | 6,2              | 2,2              | 0,3              | 22,0             | Не участвовал  | Не участвовал  | Не участвовал  | Не участвовал  | Не участвовал  | Не участвовал  | Не участвовал  | Не участвовал  | Не участвовал  | Не участвовал  | Не участвовал  |
| 1998/99                                                                                  | Филадельфия | 48               | 48               | 41,5             | 41,2             | 29,1             | 75,1             | 4,9              | 4,6              | 2,3              | 0,1              | 26,8             | 8              | 8              | 44,8           | 41,1           | 28,3           | 71,2           | 4,1            | 4,9            | 2,5            | 0,3            | 28,5           |
| 1999/00                                                                                  | Филадельфия | 70               | 70               | 40,8             | 42,1             | 34,1             | 71,3             | 3,8              | 4,7              | 2,1              | 0,1              | 28,4             | 10             | 10             | 44,4           | 38,4           | 30,8           | 73,9           | 4,0            | 4,5            | 1,2            | 0,1            | 26,2           |
| 2000/01                                                                                  | Филадельфия | 71               | 71               | 42,0             | 42,0             | 32,0             | 81,4             | 3,8              | 4,6              | 2,5              | 0,3              | 31,1             | 22             | 22             | 46,2           | 38,9           | 33,8           | 77,4           | 4,7            | 6,1            | 2,4            | 0,3            | 32,9           |
| 2001/02                                                                                  | Филадельфия | 60               | 60               | 43,7             | 39,8             | 29,1             | 81,2             | 4,5              | 5,5              | 2,8              | 0,2              | 31,4             | 5              | 5              | 41,8           | 38,1           | 33,3           | 81,0           | 3,6            | 4,2            | 2,6            | 0,0            | 30,0           |
| 2002/03                                                                                  | Филадельфия | 82               | 82               | 42,5             | 41,4             | 27,7             | 77,4             | 4,2              | 5,5              | 2,7              | 0,2              | 27,6             | 12             | 12             | 46,5           | 41,6           | 34,5           | 73,7           | 4,3            | 7,4            | 2,4            | 0,1            | 31,7           |
| 2003/04                                                                                  | Филадельфия | 48               | 47               | 42,5             | 38,7             | 28,6             | 74,5             | 3,7              | 6,8              | 2,4              | 0,1              | 26,4             | Не участвовал  | Не участвовал  | Не участвовал  | Не участвовал  | Не участвовал  | Не участвовал  | Не участвовал  | Не участвовал  | Не участвовал  | Не участвовал  | Не участвовал  |
| 2004/05                                                                                  | Филадельфия | 75               | 75               | 42,3             | 42,4             | 30,8             | 83,5             | 4,0              | 7,9              | 2,4              | 0,1              | 30,7             | 5              | 5              | 47,6           | 46,8           | 41,4           | 89,7           | 2,2            | 10,0           | 2,0            | 0,4            | 31,2           |
| 2005/06                                                                                  | Филадельфия | 72               | 72               | 43,1             | 44,7             | 32,3             | 81,4             | 3,2              | 7,4              | 1,9              | 0,1              | 33,0             | Не участвовал  | Не участвовал  | Не участвовал  | Не участвовал  | Не участвовал  | Не участвовал  | Не участвовал  | Не участвовал  | Не участвовал  | Не участвовал  | Не участвовал  |
| 2006/07                                                                                  | Филадельфия | 15               | 15               | 42,7             | 41,3             | 22,6             | 88,5             | 2,7              | 7,3              | 2,2              | 0,1              | 31,2             | Не участвовал  | Не участвовал  | Не участвовал  | Не участвовал  | Не участвовал  | Не участвовал  | Не участвовал  | Не участвовал  | Не участвовал  | Не участвовал  | Не участвовал  |
| 2006/07                                                                                  | Денвер      | 50               | 49               | 42,4             | 45,4             | 34,7             | 75,9             | 3,0              | 7,2              | 1,8              | 0,2              | 24,8             | 5              | 5              | 44,7           | 36,8           | 29,4           | 80,6           | 0,6            | 5,8            | 1,4            | 0,0            | 22,8           |
| 2007/08                                                                                  | Денвер      | 82               | 82               | 41,8             | 45,8             | 34,5             | 80,9             | 3,0              | 7,1              | 2,0              | 0,1              | 26,4             | 4              | 4              | 39,5           | 43,4           | 21,4           | 69,7           | 3,0            | 4,5            | 1,0            | 0,3            | 24,5           |
| 2008/09                                                                                  | Денвер      | 3                | 3                | 41,0             | 45,0             | 25,0             | 72,0             | 2,7              | 6,7              | 1,0              | 0,3              | 18,7             | Не участвовал  | Не участвовал  | Не участвовал  | Не участвовал  | Не участвовал  | Не участвовал  | Не участвовал  | Не участвовал  | Не участвовал  | Не участвовал  | Не участвовал  |
| 2008/09                                                                                  | Детройт     | 54               | 50               | 36,5             | 41,6             | 28,6             | 78,6             | 3,1              | 4,9              | 1,6              | 0,1              | 17,4             | Не участвовал  | Не участвовал  | Не участвовал  | Не участвовал  | Не участвовал  | Не участвовал  | Не участвовал  | Не участвовал  | Не участвовал  | Не участвовал  | Не участвовал  |
| 2009/10                                                                                  | Мемфис      | 3                | 0                | 22,2             | 57,7             | 100,0            | 50,0             | 1,3              | 3,7              | 0,3              | 0,0              | 12,3             | Не участвовал  | Не участвовал  | Не участвовал  | Не участвовал  | Не участвовал  | Не участвовал  | Не участвовал  | Не участвовал  | Не участвовал  | Не участвовал  | Не участвовал  |
| 2009/10                                                                                  | Филадельфия | 25               | 24               | 31,9             | 41,7             | 33,3             | 82,4             | 3,0              | 4,1              | 0,7              | 0,1              | 13,9             | Не участвовал  | Не участвовал  | Не участвовал  | Не участвовал  | Не участвовал  | Не участвовал  | Не участвовал  | Не участвовал  | Не участвовал  | Не участвовал  | Не участвовал  |
|                                                                                          | Всего       | 914              | 902              | 41,1             | 42,5             | 31,3             | 78,0             | 3,7              | 6,2              | 2,2              | 0,2              | 26,7             | 71             | 71             | 45,1           | 40,1           | 32,7           | 76,4           | 3,8            | 6,0            | 2,1            | 0,2            | 29,7           |
| Наведите курсор мыши на аббревиатуры в заголовке таблицы, чтобы прочесть их расшифровку. |             |                  |                  |                  |                  |                  |                  |                  |                  |                  |                  |                  |                |                |                |                |                |                |                |                |                |                |                |

### Статистика в других лигах
| Сезон | Команда  | Лига         | GP | GS | MPG  | FG%  | 3P%  | FT%  | RPG | APG | SPG | BPG | PFL | TOV | PPG |
| --- | -------- | ------------ | -- | -- | ---- | ---- | ---- | ---- | --- | --- | --- | --- | --- | --- | --- |
| 2010/11 | Бешикташ | Кубок Европы | 3  | 3  | 22,9 | 37,0 | 60,0 | 50,0 | 3,0 | 3,0 | 1,7 | 0,0 | 2,7 | 1,7 | 9,3 |
| Всего | Всего    | Всего        | 3  | 3  | 22,9 | 37,0 | 60,0 | 50,0 | 3,0 | 3,0 | 1,7 | 0,0 | 2,7 | 1,7 | 9,3 |
| Наведите курсор мыши на аббревиатуры в заголовке таблицы, чтобы прочесть их расшифровку Статистика приведена с сайта basketball.realgm.com |          |              |    |    |      |      |      |      |     |     |     |     |     |     |     |